# NFC South
Pour les articles homonymes, voir NFC.
 (janvier 2025).
Si vous disposez d'ouvrages ou d'articles de référence ou si vous connaissez des sites web de qualité traitant du thème abordé ici, merci de compléter l'article en donnant les références utiles à sa vérifiabilité et en les liant à la section « Notes et références ».
La NFC South (en français : « NFC Sud ») est une division de la National Football Conference (NFC), elle-même conférence de la National Football League (NFL), ligue professionnelle de football américain aux États-Unis.

## Description
La NFC South est créée en 2002 à la suite de l'expansion de la NFL qui passe alors à 32 équipes et se compose de quatre franchises :
- les Falcons d'Atlanta, basés à Atlanta en Géorgie ;
- les Panthers de la Caroline, basés à Charlotte, Caroline du Nord ;
- les Saints de La Nouvelle-Orléans, basés à La Nouvelle-Orléans en Louisiane ;
- les Buccaneers de Tampa Bay basés à Tampa en Floride.

La Division est une des deux divisions de la NFL (avec la NFC West) dont toutes les franchises ont participé au moins une fois à un Super Bowl depuis le réalignement de la NFL en 2002. Elle est également une des trois divisions de la NFL (avec la NFC West et la NFC East) dont ses quatre franchises ont au moins remporté trois fois leur division : sept fois pour les Saints, six fois pour les Buccaneers, cinq fois pour les Panthers et quatre fois pour les Falcons.
En fin de saison 2023, la NFC South a remporté trois Super Bowls, deux par les Buccaneers (Super Bowls XXXVII et LV) et un par les Saints (Super Bowl XLIV).

## Ligne du temps
Placez le curseur sur l'année afin de voir le champion de la Division ou du Super Bowl.
| NFC South                                                       | NFC South | NFC South | NFC South | NFC South | NFC South | NFC South | NFC South | NFC South | NFC South | NFC South | NFC South | NFC South | NFC South | NFC South | NFC South | NFC South | NFC South | NFC South | NFC South | NFC South | NFC South | NFC South | NFC South |
| --------------------------------------------------------------- | --------- | --------- | --------- | --------- | --------- | --------- | --------- | --------- | --------- | --------- | --------- | --------- | --------- | --------- | --------- | --------- | --------- | --------- | --------- | --------- | --------- | --------- | --------- |
| 02                                                              | 03        | 04        | 05        | 06        | 07        | 08        | 09        | 10        | 11        | 12        | 13        | 14        | 15        | 16        | 17        | 18        | 19        | 20        | 21        | 22        | 23        | 24        | 25        |
| BUC                                                             | PAN       | FAL       | BUC       | SAI       | BUC       | PAN       | SAI       | FAL       | SAI       | FAL       | PAN       | PAN       | PAN       | FAL       | SAI       | SAI       | SAI       | BUC       | BUC       | BUC       | BUC       |           |           |
|                                                                 |           |           |           |           |           |           |           |           |           |           |           |           |           |           |           |           |           |           |           |           |           |           |           |
| Falcons d'Atlanta                                               |           |           |           |           |           |           |           |           |           |           |           |           |           |           |           |           |           |           |           |           |           |           |           |
| Panthers de la Caroline                                         |           |           |           |           |           |           |           |           |           |           |           |           |           |           |           |           |           |           |           |           |           |           |           |
| Saints de La Nouvelle-Orléans                                   |           |           |           |           |           |           |           |           |           |           |           |           |           |           |           |           |           |           |           |           |           |           |           |
| Buccaneers de Tampa Bay                                         |           |           |           |           |           |           |           |           |           |           |           |           |           |           |           |           |           |           |           |           |           |           |           |
| A remporté le Super Bowl A remporté la finale de conférence NFC |           |           |           |           |           |           |           |           |           |           |           |           |           |           |           |           |           |           |           |           |           |           |           |

## Champions de division
Légende :
- Vainqueur du Super Bowl
- Finaliste du Super Bowl
- (X) : Nombre de participations de la franchise en séries éliminatoires

| Saison | Franchise                         | Bilan | Résultats en séries éliminatoires |
| ------ | --------------------------------- | ----- | --- |
| 2002   | Buccaneers de Tampa Bay           | 12-4  | Victoire lors du tour de division (49ers) 31-6 Victoire en finale de conférence NFC (@ Eagles) 27-10 Victoire au Super Bowl XXXVII (Raiders) 48-21                                                            |
| 2003   | Panthers de la Caroline           | 11-5  | Victoire lors du tour de Wild Card (Cowboys) 29-10 Victoire lors du tour de division (@ Rams) 29-23 (2OT) Victoire en finale de conférence NFC (@ Eagles) 14-3 Défaite au Super Bowl XXXVIII (Patriots) 29-32 |
| 2004   | Falcons d'Atlanta                 | 11-5  | Victoire lors du tour de division (Rams) 47-17 Défaite en finale de conférence NFC (@ Eagles) 10-27 |
| 2005   | Buccaneers de Tampa Bay           | 11-5  | Défaite lors du tour de Wild Card (Redskins) 10-17 |
| 2006   | Saints de La Nouvelle-Orléans     | 10-6  | Victoire lors du tour de division (Eagles) 27-24 Défaite en finale de conférence NFC (@ Bears) 14-39 |
| 2007   | Buccaneers de Tampa Bay           | 9-7   | Défaite lors du tour de Wild Card (Giants) 14-24 |
| 2008   | Panthers de la Caroline           | 12-4  | Défaite lors du tour de division (Cardinals) 13-33 |
| 2009   | Saints de La Nouvelle-Orléans     | 13-3  | Victoire lors du tour de division (Cardinals) 45-14 Victoire en finale de conférence NFC (Vikings) 31-28 (ET) Victoire au Super Bowl (Colts) 31-17                                                            |
| 2010   | Falcons d'Atlanta                 | 13-3  | Défaite lors du tour de division (Packers) 21-48 |
| 2011   | Saints de La Nouvelle-Orléans     | 13-3  | Victoire lors du tour de Wild Card (Lions) 45-28 Défaite lors du tour de division (@ 49ers) 32-36 |
| 2012   | Falcons d'Atlanta                 | 13-3  | Victoire lors du tour de division (Seahawks) 20-28 Défaite en finale de conférence NFC (@ 49ers) 24-28 |
| 2013   | Panthers de la Caroline           | 12-4  | Défaite lors du tour de division (49ers) 10-23 |
| 2014   | Panthers de la Caroline           | 7-8-1 | Victoire lors du tour de Wild Card (Cardinals) 27-16 Défaite lors du tour de division (@ Seahawks) 17-31 |
| 2015   | Panthers de la Caroline (5)       | 15-1  | Victoire lors du tour de division (Seahawks) 31-24 Victoire en finale de conférence NFC (Cardinals) 49-15 Défaite au Super Bowl 50 (Broncos) 10-24                                                            |
| 2016   | Falcons d'Atlanta (4)             | 11-5  | Victoire lors du tour de division (Seahawks) 36-20 Victoire en finale de conférence NFC (Packers) 44-21 Défaite au Super Bowl LI (Patriots) 28-34 (ET)                                                        |
| 2017   | Saints de La Nouvelle-Orléans     | 11-5  | Victoire lors du tour de Wild Card (Panthers) 31-26 Défaite lors du tour de division (@ Vikings) 24-29 |
| 2018   | Saints de La Nouvelle-Orléans     | 13-3  | Victoire lors du tour de division (Eagles) 20-14 Défaite en finale de conférence NFC (Rams) 23-26 (ET) |
| 2019   | Saints de La Nouvelle-Orléans     | 13-3  | Défaite lors du tour de Wild Card (Vikings) 20-26 (ET) |
| 2020   | Saints de La Nouvelle-Orléans (7) | 12-4  | Victoire lors du tour de Wild Card (Bears) 21-9 Défaite lors du tour de division (Buccaneers) 20-30 |
| 2021   | Buccaneers de Tampa Bay           | 13-4  | Victoire lors du tour de Wild Card (Eagles) 31-15 Défaite lors du tour de division (Rams) 27-30 |
| 2022   | Buccaneers de Tampa Bay           | 8-9   | Défaite lors du tour de Wild Card (Cowboys) 14-31 |
| 2023   | Buccaneers de Tampa Bay           | 9–8   | Victoire en tour de Wild Card (Eagles) 32–9 Défaite en tour de division (@ Lions) 23–31 |
| 2024   | Buccaneers de Tampa Bay (7)       | 10-7  | Défaite en tour de Wild Card (Commanders) 20–23 |

## Qualifiés en Wild Card
Légende :
- Vainqueur du Super Bowl
- Finaliste du Super Bowl

| Saison | Franchise                     | Bilan | Résultats en séries éliminatoires |
| ------ | ----------------------------- | ----- | --- |
| 2002   | Falcons d'Atlanta             | 9-6-1 | Victoire lors du tour de Wild Card (@ Packers) 27-7 Défaite lors du tour de division (@ Eagles) 6-20 |
| 2005   | Panthers de la Caroline       | 11-5  | Victoire lors du tour de Wild Card (@ Giants) 23-0 Victoire lors du tour de division (@ Bears) 29-21 Défaite lors de la finale de conférence NFC (@ Seahawks) 14-34                                       |
| 2008   | Falcons d'Atlanta             | 11-5  | Défaite lors du tour de Wild Card (@ Cardinals) 24-30 |
| 2010   | Saints de La Nouvelle-Orléans | 11-5  | Défaite lors du tour de Wild Card (@ Seahawks) 36-41 |
| 2011   | Falcons d'Atlanta             | 10-6  | Défaite lors du tour de Wild Card (@ Giants) 2-24 |
| 2013   | Saints de La Nouvelle-Orléans | 11-5  | Victoire lors du tour de Wild Card (@ Eagles) 26-24 Défaite lors du tour de division (@ Seahawks) 15-23                                                                                                   |
| 2017   | Panthers de la Caroline       | 11-5  | Défaite lors du tour de Wild Card (@ Saints) 26-31 |
| 2017   | Falcons d'Atlanta             | 10-6  | Victoire lors du tour de Wild Card (@ Rams) 26-13 Défaite lors du tour de division (@ Eagles) 10-15 |
| 2020   | Buccaneers de Tampa Bay       | 11-5  | Victoire lors du tour de Wild Card (@ Washington) 31-23 Victoire lors du tour de division (@ Saints) 30-20 Victoire en finale de conférence NFC (@ Packers) 31-26 Victoire au Super Bowl LV (Chiefs) 31-9 |

## Résultats saison par saison
Légende :
- Vainqueur du Super Bowl
- Finaliste du Super Bowl
- Qualifié pour les séries éliminatoires
- (x) : Classement (seed) dans la conférence en fin de saison régulière

| Saison | Bilan des équipes           | Bilan des équipes           | Bilan des équipes       | Bilan des équipes       |
| ------ | --------------------------- | --------------------------- | ----------------------- | ----------------------- |
| Saison | 1er                         | 2e                          | 3e                      | 4e                      |
| 2002   | (2) Tampa Bay (12-4)        | (6) Atlanta (9-6-1)         | La Nelle-Orléans (9-7)  | Caroline (7-9)          |
| 2003   | (3) Caroline (11-5)         | La Nelle-Orléans (8-8)      | Tampa Bay (7-9)         | Atlanta (5-11)          |
| 2004   | (2) Atlanta (11-5)          | La Nelle-Orléans (8-8)      | Caroline (7-9)          | Tampa Bay (5-11)        |
| 2005   | (3) Tampa Bay (11-5)        | (5) Caroline (11-5)         | Atlanta (8-8)           | La Nelle-Orléans (3-13) |
| 2006   | (2) La Nelle-Orléans (10-6) | Caroline (8-8)              | Atlanta (7-9)           | Tampa Bay (4-12)        |
| 2007   | (4) Tampa Bay (9-7)         | Caroline (7-9)              | La Nelle-Orléans (7-9)  | Atlanta (4-12)          |
| 2008   | (2) Caroline (12-4)         | (5) Atlanta (11-5)          | Tampa Bay (9-7)         | La Nelle-Orléans (8-8)  |
| 2009   | (1) La Nelle-Orléans (13-3) | Atlanta (9-7)               | Caroline (8-8)          | Tampa Bay (3-13)        |
| 2010   | (1) Atlanta (13-3)          | (5) La Nelle-Orléans (11-5) | Tampa Bay (10-6)        | Caroline (2-14)         |
| 2011   | (3) La Nelle-Orléans (13-3) | (5) Atlanta (10-6)          | Caroline (6-10)         | Tampa Bay (4-12)        |
| 2012   | (1) Atlanta (13-3)          | Caroline (7-9)              | La Nelle-Orléans (7-9)  | Tampa Bay (7-9)         |
| 2013   | (2) Caroline (12-4)         | (6) La Nelle-Orléans (11-5) | Atlanta (4-12)          | Tampa Bay (4-12)        |
| 2014   | (4) Caroline (7-8-1)        | La Nelle-Orléans (7-9)      | Atlanta (6-10)          | Tampa Bay (2-14)        |
| 2015   | (1) Caroline (15-1)         | Atlanta (8-8)               | La Nelle-Orléans (7-9)  | Tampa Bay (6-10)        |
| 2016   | (2) Atlanta (11-5)          | Tampa Bay (9-7)             | La Nelle-Orléans (7-9)  | Caroline (6-10)         |
| 2017   | (4) La Nelle-Orléans (11-5) | (5) Caroline (11-5)         | (6) Atlanta (10-6)      | Tampa Bay (5-11)        |
| 2018   | (1) La Nelle-Orléans (13-3) | Atlanta (7-9)               | Caroline (7-9)          | Tampa Bay (5-11)        |
| 2019   | (3) La Nelle-Orléans (13-3) | Atlanta (7-9)               | Tampa Bay (7-9)         | Caroline (5-11)         |
| 2020   | (2) La Nelle-Orléans (12-4) | (5) Tampa Bay (11-5)        | Caroline (5-11)         | Atlanta (4-12)          |
| 2021   | (2) Tampa Bay (13-4)        | La Nelle-Orléans (9-8)      | Atlanta (7-10)          | Caroline (5-12)         |
| 2022   | (4) Tampa Bay (8-9)         | Caroline (7-10)             | La Nelle-Orléans (7-10) | Atlanta (7-10)          |
| 2023   | (4) Tampa Bay (9-8)         | La Nelle-Orléans (9-8)      | Atlanta (7-10)          | Caroline (2–15)         |
| 2024   | (3) Tampa Bay (10-7)        | Atlanta (8-9)               | Caroline (5–12)         | La Nelle-Orléans (5-12) |

## Statistiques par franchise
Statistiques en NFC South depuis sa création en 2002 et jusque fin de saison 2024. 
| Franchise                     | Titre de Division | Série éliminatoire | Titre de Conférence | Super Bowl |
| ----------------------------- | ----------------- | ------------------ | ------------------- | ---------- |
| Falcons d'Atlanta             | 4                 | 8                  | 1                   | 0          |
| Panthers de la Caroline       | 5                 | 7                  | 2                   | 0          |
| Saints de La Nouvelle-Orléans | 7                 | 9                  | 1                   | 1          |
| Buccaneers de Tampa Bay       | 7                 | 8                  | 2                   | 2          |